# Vaccino anti-influenzale

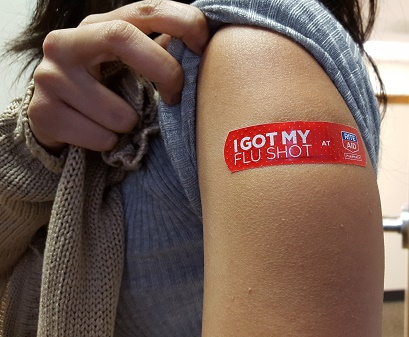
Una giovane donna mostra il vaccino antinfluenzale ricevuto in una farmacia locale.

Il vaccino per l'influenza è un vaccino inattivato trivalente, preparato con virus coltivati in embrioni di pollo, efficace verso il tipo A ed il tipo B del virus dell'influenza. 
Data l'elevata variabilità dei ceppi virali influenzali, è necessario adattare ogni anno i ceppi virali contenuti nel vaccino con quelli che si presume caratterizzino la stagione influenzale in corso.

## Componenti e formulazioni
Il vaccino è detto "trivalente" in quanto fornisce copertura contro tre sierotipi: i due sierotipi H1N1 ed H3N2 per il tipo A ed un sierotipo per il tipo B.
Il vaccino inattivato trivalente può essere distinto in vaccino a virus completo, vaccino ad antigene purificato (subunit-vaccine) e vaccino frammentato (split-virus). Il vaccino per l'influenza stagionale è presente anche in formulazioni a virus vivo attenuato somministrate per inalazione (approvato dalla FDA).
Il vaccino inattivato può essere formulato anche con l'aggiunta di un adiuvante (MF59, liposomi), una sostanza che amplifica la risposta anticorpale e che permette di impiegare quantità minori di materiale virale.

### Ceppi virali
| Stagione influenzale | Ceppi virali | Note |
| -------------------- | --- | --- |
| 2019-2020            | A/Brisbane/02/2018 (H1N1) A/Kansas/14/2017 (H3N2) B/Colorado/06/2017 (lineaggio B/Victoria)                     | Nel quadrivalente vi è anche il B/Phuket/3073/2013 (lineaggio B/Yamagata) |
| 2018-2019            | A/Michigan/45/2015 (H1N1)pdm09 A/Singapore/INFIMH-16-0019/2016 (H3N2) B/Colorado/06/2017 (lineaggio B/Victoria) | Nel quadrivalente vi è anche B/Phuket/3073/2013-like (lineaggio B/Yamagata) |
| 2017-2018            | A/Michigan/45/2015 (H1N1) A/Hong Kong/4801/2014 (H3N2) B/Brisbane/60/2008 (lineaggio B/Victoria)                | |
| 2016-2017            | A/California/7/2009 (H1N1) A/Hong Kong/4801/2014 (H3N2) B/Brisbane/60/2008 (lineaggio B/Victoria)               | |
| 2015-2016            | A/California/7/2009 (H1N1) pdm09 A/Switzerland/9715293/2013 (H3N2) B/Phuket/3073/2013 (lineaggio B/Yamagata).   | |
| 2014-2015            | A/California/7/2009 (H1N1) A/Texas/50/2012 (H3N2) B/Massachusetts/2/2012 (lineaggio B/Yamagata)                 | |
| 2013-2014            | A/California/7/2009 (H1N1) A/Victoria/361/2011 (H3N2) B/Massachusetts/2/2012                                    | |
| 2012-2013            | A/California/7/2009 (H1N1) A/Victoria/361/2011 (H3N2) B/Wisconsin/1/2010                                        | |
| 2011-2012            | A/California/7/2009 (H1N1) A/Perth/16/2009 (H3N2) B/Brisbane/60/2008                                            | |
| 2010-2011            | A/California/7/2009 (H1N1) A/Perth/16/2009 (H3N2) B/Brisbane/60/2008                                            | Il ceppo A/Wisconsin/15/2009 è assimilabile al virus A/Perth/16/2009 (H3N2) ed è il vaccino 2010 nell'emisfero sud L'A/California/7/2009 è rivolto alla pandemia influenzale del 2009 |
| 2009-2010            | A/Brisbane/59/2007 (H1N1) A/Brisbane/10/2007 (H3N2) B/Brisbane/60/2008                                          | A/Brisbane/59/2007 è un virus vaccinale; A/South Dakota/6/2007 (un simile a A/ Brisbane/59/2007) è un virus vaccinale usato nei vaccini attenuati del 2009. A/Brisbane/10/2007 e A/Uruguay/716/2007 (un virus simile a B/Brisbane/10/2007) sono virus vaccinali. B/Brisbane/33/2008 è un virus simile a B/Brisbane/60/2008. |
| 2008-2009            | A/Brisbane/59/2007 (H1N1) A/Brisbane/10/2007 (H3N2) B/Florida/4/2006                                            | A/Brisbane/10/2007 è un virus vaccinale 2008 nell'emisfero meridionale B/Florida/4/2006 e B/Brisbane/3/2007 (simile a B/Florida/4/2006) sono i vaccini 2008 nell'emisfero meridionale. |
| 2007-2008            | A/Solomons Island/3/2006 (H1N1) A/Wisconsin/67/2005 (H3N2) B/Malaysia/2506/2004                                 | Per l'H3N2 è disponibile in alternativa anche l'A/Hiroshima/52/2005 |
| 2006-2007            | A/Nuova Caledonia/20/99 (H1N1) A/Wisconsin/67/2005 (H3N2) B/Malaysia/2506/2004                                  | Per l'H3N2 è disponibile anche l'A/Hiroshima/52/2005 Per il tipo B è disponibile in alternativa il B/Ohio/1/2005. |
| 2005-2006            | A/New Caledonia/20/99(H1N1) A/California/7/2004(H3N2) B/Shanghai/361/2002                                       | Per il tipo H3N2 è disponibile anche l'A/New York/55/2004 Per il tipo B sono disponibili anche B/Jilin/20/2003 e B/Jiangsu/10/2003 |

## Indicazioni alla vaccinazione contro l'influenza

### Pazienti anziani
I soggetti con età superiore a 65 anni sono maggiormente a rischio di complicanza da virus influenzale. Nei pazienti anziani i titoli anticorpali sierici dopo somministrazione del vaccino influenzale inattivato possono scendere al di sotto dei livelli protettivi in 4 mesi o meno contro i 6 mesi dei pazienti adulti più giovani. La somministrazione di dosi maggiori di vaccino inattivato (60 mcg di antigene emoagglutinina per ciascun ceppo virale contenuto nel vaccino) ha determinato titoli anticorpali più elevati nei pazienti anziani rispetto alla dose di vaccino inattivato standard (15 mcg di antigene emoagglutinina per ciascun ceppo virale). Non è noto però se il maggior titolo anticorpale si traduce in una maggiore efficacia clinica verso l'infezione o la malattia influenzale (non sono disponibili trial clinici relativi all'efficacia clinica del vaccino a dose maggiore)

### Diabete
Il diabete rappresenta una indicazione per la vaccinazione influenzale stagionale, sia per gli adulti, sia per i pazienti pediatrici. I disturbi virali e batterici sono associati infatti a una maggiore mortalità nei pazienti con diabete: l'influenza e le sue complicazioni possono causare una perdita del controllo metabolico inducendo un aumento delle proteine sieriche glicosilate; la chetoacidosi può portare a un aumento del numero di ricoveri, del tasso di mortalità e di complicazioni protratte.
La maggior parte dei pazienti diabetici che riceve una sufficiente immunità cellulare e umorale risulta protetta dalle infezioni. Più del 70% dei pazienti con diabete di tipo I (insulino-dipendente) produce una risposta soddisfacente alla vaccinazione antinfluenzale; nei pazienti con diabete di tipo II (non insulino-dipendente) la risposta anticorpale è simile ai pazienti sani.

### Immunodepressione
Nei pazienti oncologici è raccomandata la vaccinazione con il vaccino influenzale stagionale; in questa classe di pazienti i disturbi immunologici sono dovuti sia al decorso della malattia sia al trattamento terapeutico (radio e chemioterapia). Sia nei pazienti adulti sia in quelli pediatrici è stato osservato un aumento dell'incidenza dell'influenza che tende ad essere più prolungata. Il vaccino influenzale stagionale è raccomandato nei pazienti affetti dal virus HIV per ridurre il rischio di complicazioni post-influenzali, come la polmonite. Secondo alcuni dati non confermati successivamente era stato ipotizzato un coinvolgimento del vaccino influenzale stagionale nella replicazione del virus HIV nel plasma o nelle cellule mononucleate del sangue aumentando la suscettibilità delle cellule non infette all'infezione del virus HIV. Anche i pazienti con emofilia devono essere immunizzati contro l'influenza ogni anno.

### Sclerosi multipla
La vaccinazione con vaccino influenzale stagionale non è controindicata nei pazienti con sclerosi multipla. Il vaccino non aumenta la frequenza di ricadute. In uno studio randomizzato in doppio cieco su 104 pazienti con sclerosi multipla, il rischio di relapse o progressione della malattia in un periodo di follow-up di 6 mesi è risultato simile nei pazienti esposti a vaccino antinfluenzale o a placebo.
In un ampio studio caso-crossover che ha utilizzato i dati di 643 pazienti inclusi nel Database Europeo per la Sclerosi Multipla, non è stato riscontrato un aumento del rischio di relapse nei 2 mesi successivi alla vaccinazione per influenza, epatite B e tetano in confronto ai periodi controllo senza vaccinazione. Il vaccino influenzale stagionale non deve essere somministrato durante i periodi di ricaduta della malattia e, preferibilmente, non nello stesso giorno in cui si assumono farmaci (incluso interferone) per la sclerosi multipla.

### Artrite reumatoide/lupus eritematoso sistemico
Il vaccino influenzale stagionale non è risultato esacerbare i sintomi di queste patologie.

### Asma
Nei pazienti affetti da asma, l'influenza può causare esacerbazione dell'asma stessa con ostruzione del flusso d'aria nelle vie respiratorie aumentando il rischio di mortalità. È quindi raccomandata la vaccinazione con vaccino influenzale nei pazienti con asma. La vaccinazione antinfluenzale stagionale deve essere somministrata quando il paziente asmatico è in fase di remissione. Dovrebbe essere differita nei pazienti in terapia con dosi elevate di corticosteroidi, impiegati in caso di esacerbazione dell'asma (prednisone in dosaggi superiori o uguali a 20 mg/die). Gli effetti avversi indotti dal vaccino influenzale stagionale sono lievi ed includono essenzialmente un'aumentata irritabilità delle vie respiratorie; il rischio di complicazioni polmonari correlato alla vaccinazione è raro

### Disturbi renali
L'influenza è più grave nei soggetti con disturbi renali cronici; è quindi raccomandata in questa classe di pazienti la vaccinazione annuale con il vaccino influenzale stagionale. Tuttavia ci sono discrepanze tra i risultati di diversi studi sulla risposta immunitaria alla vaccinazione antinfluenzale in pazienti con disturbi renali. Alcuni studi confermano una buona risposta serica al vaccino influenzale, mentre altri indicano una significativa diminuzione dei livelli di anticorpi rispetto ai soggetti sani. I pazienti con disturbi renali il numero dei linfociti e i livelli serici di IgG, IgM e IgA sono generalmente compresi nel range normale, ma la risposta specifica umorale è compromessa. Il disturbo immunologico in questi pazienti è connesso a diversi fattori, tra cui le tossine uremiche, l'ipoproteinemia cronica e l'ipoglicemia causata da un catabolismo intensificato e da una deficienza cronica di microelementi; tutti questi elementi possono portare ad una scarsa risposta immunitaria al vaccino influenzale.

## Il vaccino per l'influenza "suina" del 2009
Il vaccino per il ceppo della pandemia influenzale del 2009 contiene antigeni di superficie del ceppo virale identificato con la sigla “A/California/7/2009 (H1N1)v (X-179A)”.
Il vaccino deriva da un precedente vaccino mock up (prototipo) in cui il ceppo virale originario, virus influenzale A H5N1 (A/Vietnam/1194/2004) oppure (A/Vietnam/1203/2004) è stato sostituito con il ceppo virale A H1N1, A/California/7/2009 (H1N1)v. 
Il vaccino “mock up” contiene antigeni non conosciuti da parte del sistema immunitario dell'uomo perché appartenenti ad un virus diverso da quelli che circolano nella stagionale influenzale. Questo tipo di vaccino permette di raccogliere informazioni relative a efficacia e sicurezza/tollerabilità in una popolazione che non ha avuto contatti precedenti con il virus vaccinale. Le informazioni raccolte sono rilevanti per i vaccini pandemici.
La maggior parte dei dati di efficacia e tollerabilità per il vaccino pandemico derivano dagli studi clinici eseguiti con il vaccino “mock up” H5N1 (A/Vietnam/1194/2004) oppure (A/Vietnam/1203/2004).

### Indicazioni
Un soggetto rientra nelle categorie definite “a rischio” per l'influenza A H1N1 se presenta una delle seguenti patologie:
- malattie croniche a carico dell'apparato respiratorio inclusa l'asma la displasia broncopolmonare, la fibrosi cistica e la broncopneumopatia cronica (BPCO)
- malattie dell'apparato cardiocircolatorio, incluse le cardiomiopatie congenite e acquisite
- diabete e altre malattie dismetaboliche
- patologie renali associate a insufficienza renale
- malattie degli organi emopoietici ed emoglobinopatie
- neoplasie
- gravi epatopatie e cirrosi epatica
- malattie congenite o acquisite che comportino immunodeficienza
- terapie farmacologiche croniche che provocano immunodeficienza
- malattie infiammatorie croniche intestinali e sindromi da malassorbimento
- malattie associate ad un aumento del rischio di aspirazione delle secrezioni respiratorie
- obesità con indice di massa corporea (BMI) > 30

### Pazienti pediatrici
I dati di letteratura disponibili per il vaccino “mock up” e per i vaccini pandemici A H1N1 nei pazienti pediatrici sono limitati, in particolare nei bambini di età inferiore ai 3 anni. Sulla base delle percentuali di risposta immunologica, mentre nei bambini con 10 o più anni, la somministrazione di una singola dose sembra conferire sufficiente protezione immunologica, nei bambini più piccoli le dosi da somministrare sono due e anche in questo caso il titolo anticorpale tende a variare.
L'andamento della distribuzione del virus influenza A H1N1 sembra privilegiare la popolazione più giovane rispetto agli “over 60”, diversamente da quanto osservato con l'influenza stagionale. In Messico, paese di origine dell'influenza pandemica, sono stati segnalati un numero maggiore di casi nei bambini con età >/= 5 anni rispetto a bambini di età inferiore. Sembrerebbe che il rischio di contrarre il virus influenzale pandemico, tra i 5 e i 14 anni, sia 14 volte superiore a quella riscontrata nei pazienti con più di 60. Questa caratteristica è stata confermata anche dai dati del Nord America e dell'Europa; risulta tuttavia ovvia se si considerano le normali condizioni/abitudini che caratterizzano la fascia di età scolare: molte ore in ambienti chiusi e affollati, come quelli scolastici, dove il contagio è più facile.

### Il vaccino per l'influenza stagionale
Il vaccino per l'influenza A H1N1 variante pandemica 2009 non sostituisce il vaccino influenzale stagionale trivalente per la stagione 2009-2010 e viceversa perché i ceppi virali utilizzati per la preparazione dei vaccini sono tra loro diversi (vaccino pandemico, ceppo virale A/California/7/2009 (H1N1) v (X-179A; vaccino stagionale trivalente, ceppo A/Brisbane/59/2007 (H1N1) più ceppo A/Brisbane/10/2007 (H3N2) più ceppo B/Brisbane/60/2008). 
È possibile co-somministrare i due tipi di vaccino, pandemico e stagionale, utilizzando due sedi distinte. È importante che, in caso di co-somministrazione, il vaccino influenzale stagionale non contenga adiuvanti. 
Si noti che il ceppo A/California/7/2009 è stato poi inserito nel vaccino influenzale stagionale trivalente per la successiva stagione 2010-2011.

### Gravidanza, allattamento
Non sono disponibili dati di letteratura relativi alla somministrazione dei vaccini pandemici A H1N1 (Focetria, Pandemrix, Celvapan) nelle donne in gravidanza. L'esperienza clinica dei vaccini inattivati, non-adiuvati per l'influenza stagionale conferma l'assenza di effetti tossici embriofetali. La vaccinazione antinfluenzale stagionale nel terzo trimestre di gravidanza protegge anche il neonato: il vaccino riduce del 63% l'incidenza di influenza e del 29% l'incidenza di complicazioni respiratorie fino al sesto mese di vita.